# Resource Tuner
Resource Tuner — условно-бесплатная программа для просмотра и редактирования ресурсов в исполняемых файлах формата PE (Portable Executable), например, таких как .EXE или .DLL, которые используются в 32-битных и 64-битных операционных системах Windows.

## Описание
Resource Tuner позволяет открывать исполняемые файлы для просмотра, поиска, добавления или извлечения ресурсов, обеспечивающих визуальный графический интерфейс приложений для Windows: иконок, диалогов, меню, текстовых строк, изображений и медиафайлов, списка горячих клавиш, манифестов и блоков информации о версиях файлов.
Добавление или редактирование ресурсов осуществляется с помощью встроенных мастеров для каждого типа ресурсов.
При переключении программы в режим поиска осуществляется сканирование содержимого секций ресурсов исполняемых файлов в указанных директориях и извлечение из них файлов ресурсов любого типа на основе критериев, заданных в мастере поиска.

## Возможности
- Полная поддержка Юникода.
- Одновременное извлечение всех выбранных ресурсов нажатием одной кнопки.
- Пакетная замена иконок в форматах ICO и PNG.
- Ресурсы, которые не поддерживают прямое редактирование (например, бинарные файлы), могут быть заменены внешним файлом с диска.
- Предустановленный фильтр позволяет скрыть из области просмотра все ресурсы, кроме курсоров, иконок, графики, звука и анимации. Пользователи могут создавать свои фильтры.
- Мастер добавления манифестов[англ.] с указанием необходимого уровня привилегий для запуска приложения[3].
- Редактирование свойств элементов на формах Дельфи в PE файлах, созданных в среде Delphi или C++ Builder.
- Поддерживается отмена изменений, возврат и повтор действий, а так же создание резервных копий редактируемого файла.

## Плагины
В состав Resource Tuner входит несколько плагинов для предварительной распаковки файлов. Эти плагины вызываются при открытии файла, анализируют, не является ли открываемый файл сжатым одним из упаковщиков исполняемых файлов, например, UPX, и автоматически распаковывают файл. Операции по обратной запаковке не поддерживаются. Пользователями программы предоставляется API для самостоятельного создания собственных плагинов.

## Консольная версия

Resource Tuner Console для автоматизации процесса замены и кастомизации ресурсов

Отдельно можно загрузить консольную версию Resource Tuner Console. Она поддерживает интерфейс командной строки и использует для работы сервер сценариев Windows (WSH) и файлы скриптов-сценариев, создаваемые пользователем. В качестве скриптового языка по умолчанию используется VBScript, но возможно подключение и других языков, поддерживаемых WSH.